# Lemma von Fatou

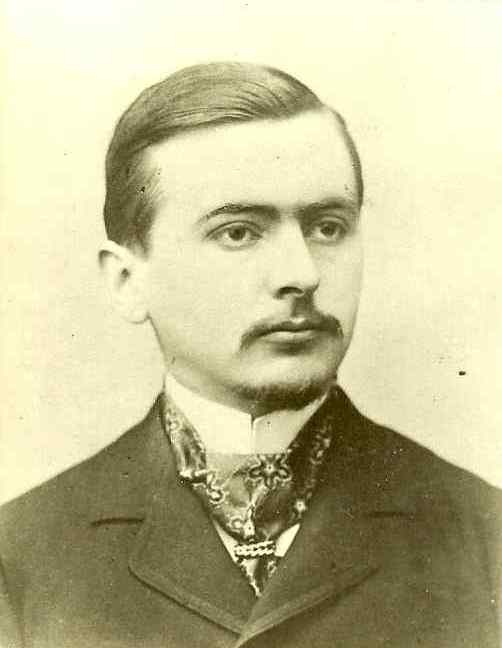
Namensgeber Pierre Fatou

Das Lemma von Fatou (nach Pierre Fatou) erlaubt in der Mathematik, das Lebesgue-Integral des Limes inferior einer Funktionenfolge durch den Limes inferior der Folge der zugehörigen Lebesgue-Integrale nach oben abzuschätzen. Es liefert damit eine Aussage über die Vertauschbarkeit von Grenzwertprozessen.

## Mathematische Formulierung
Sei {\displaystyle (S,\Sigma ,\mu )} ein Maßraum. Für jede Folge {\displaystyle (f_{n})_{n\in \mathbb {N} }} nichtnegativer, messbarer Funktionen {\displaystyle f_{n}\colon S\to \mathbb {R} \cup \{\infty \}} gilt
{\displaystyle \int _{S}\liminf _{n\rightarrow \infty }f_{n}\ \mathrm {d} \mu \leq \liminf _{n\rightarrow \infty }\int _{S}f_{n}\ \mathrm {d} \mu ,}
wobei auf der linken Seite der Limes inferior der Folge {\displaystyle (f_{n})_{n\in \mathbb {N} }} punktweise zu verstehen ist.
Analog gilt dieser Satz auch für den Limes superior, sofern es eine nichtnegative, integrierbare Funktion {\displaystyle g} mit {\displaystyle f_{n}\leq g} gibt:
{\displaystyle \int _{S}\limsup _{n\rightarrow \infty }f_{n}\ \mathrm {d} \mu \geq \limsup _{n\rightarrow \infty }\int _{S}f_{n}\ \mathrm {d} \mu }.
Dies lässt sich zusammenfassen zu der Merkregel
{\displaystyle \int _{S}\liminf _{n\rightarrow \infty }f_{n}\ \mathrm {d} \mu \leq \liminf _{n\rightarrow \infty }\int _{S}f_{n}\ \mathrm {d} \mu \leq \limsup _{n\rightarrow \infty }\int _{S}f_{n}\ \mathrm {d} \mu \leq \int _{S}\limsup _{n\rightarrow \infty }f_{n}\ \mathrm {d} \mu \leq \int _{S}g\ \mathrm {d} \mu .}

## Beweisidee
Um das Lemma von Fatou für den Limes inferior zu beweisen, wendet man auf die monoton wachsende Funktionenfolge
{\displaystyle g_{n}:=\inf _{k\geq n}f_{k}\nearrow \liminf _{n\rightarrow \infty }f_{n}}
den Satz von der monotonen Konvergenz an. Mit der daraus resultierenden Gleichung und der auf der Monotonie des Integrals basierenden Ungleichung
{\displaystyle \int _{S}\left(\inf _{k\geq n}f_{k}\right)\leq \int _{S}f_{n}}
erhält man aus den Rechenregeln für den Limes:
{\displaystyle \int _{S}\liminf _{n\rightarrow \infty }f_{n}=\lim _{n\rightarrow \infty }\int _{S}\left(\inf _{k\geq n}f_{k}\right)\leq \liminf _{n\rightarrow \infty }\int _{S}f_{n}}.
Für das Lemma von Fatou mit Limes superior kann man analog verfahren, denn nach Voraussetzung ist
{\displaystyle g_{1}=\sup _{k\geq 1}f_{k}\leq g} mit {\displaystyle g} integrierbar, also ist {\displaystyle g_{1}} integrierbar.

## Beispiele für strikte Ungleichung
Der Grundraum {\displaystyle S} sei jeweils versehen mit der borelschen σ-Algebra und dem Lebesgue-Maß.
- Beispiel für einen Wahrscheinlichkeitsraum: Sei {\displaystyle S=[0,1]} das Einheitsintervall. Definiere {\displaystyle f_{n}(x)=n\mathbf {1} _{(0,{\frac {1}{n}})}(x)} für alle {\displaystyle n\in \mathbb {N} } und {\displaystyle x\in S}, wobei {\displaystyle \mathbf {1} _{(0,{\frac {1}{n}})}} die Indikatorfunktion des Intervalls {\displaystyle (0,{\tfrac {1}{n}})} bezeichne.
- Beispiel mit gleichmäßiger Konvergenz: Sei {\displaystyle S} die Menge der reellen Zahlen. Definiere {\displaystyle f_{n}(x)={\tfrac {1}{n}}\mathbf {1} _{[0,n]}(x)} für alle {\displaystyle n\in \mathbb {N} } und {\displaystyle x\in S}. (Beachte, dass es in diesem Beispiel keine integrierbare Majorante gibt und daher der sup-Teil des Lemmas von Fatou nicht anwendbar ist.)

Jedes {\displaystyle f_{n}} hat Integral eins,
{\displaystyle \int _{S}f_{n}\ \mathrm {d} \mu =1}
deshalb gilt
{\displaystyle 1=\lim _{n\rightarrow \infty }\int _{S}f_{n}\ \mathrm {d} \mu =\liminf _{n\rightarrow \infty }\int _{S}f_{n}\ \mathrm {d} \mu =\limsup _{n\rightarrow \infty }\int _{S}f_{n}\ \mathrm {d} \mu }
Die Folge {\displaystyle (f_{n})_{n\in \mathbb {N} }} konvergiert auf {\displaystyle S} punktweise gegen die Nullfunktion
{\displaystyle 0=\lim _{n\rightarrow \infty }f_{n}=\liminf _{n\rightarrow \infty }f_{n}=\limsup _{n\rightarrow \infty }f_{n},}
daher ist das Integral ebenfalls Null
{\displaystyle 0=\int _{S}\liminf _{n\rightarrow \infty }f_{n}\ \mathrm {d} \mu =\int _{S}\limsup _{n\rightarrow \infty }f_{n}\ \mathrm {d} \mu ,}
daher gelten hier die strikten Ungleichungen
{\displaystyle \int _{S}\liminf _{n\rightarrow \infty }f_{n}\ \mathrm {d} \mu <\liminf _{n\rightarrow \infty }\int _{S}f_{n}\ \mathrm {d} \mu ,}
{\displaystyle \int _{S}\limsup _{n\rightarrow \infty }f_{n}\ \mathrm {d} \mu <\limsup _{n\rightarrow \infty }\int _{S}f_{n}\ \mathrm {d} \mu }

## Diskussion der Voraussetzungen
Auf die Voraussetzung der Nichtnegativität der einzelnen Funktionen kann nicht verzichtet werden, wie das folgende Beispiel zeigt: Sei {\displaystyle S} das halboffene Intervall {\displaystyle [0,\infty )} mit der borelschen σ-Algebra und dem Lebesgue-Maß. Für alle {\displaystyle n\in \mathbb {N} } definiere {\displaystyle f_{n}(x):=-{\tfrac {1}{n}}{\mathfrak {1}}_{[0,n]}(x)}. Die Folge {\displaystyle (f_{n})_{n\in \mathbb {N} }} konvergiert auf {\displaystyle S} (sogar gleichmäßig) gegen die Nullfunktion (mit Integral 0), jedes {\displaystyle f_{n}} hat aber Integral −1. Daher ist
{\displaystyle 0=\int _{S}\lim _{n\rightarrow \infty }f_{n}\ \mathrm {d} \mu >\lim _{n\rightarrow \infty }\int _{S}f_{n}\mathrm {d} \mu =-1}.